# EPrix de Monaco 2015
GP précédent GP suivant
L'ePrix de Monaco 2015 (2015 FIA Formula E Monaco ePrix), disputé le 9 mai 2015 sur le circuit de Monaco, est la septième manche de l'histoire du championnat de Formule E FIA. Il s'agit de la première édition de l'ePrix de Monaco comptant pour le championnat de Formule E et de la septième manche du championnat 2014-2015.

## Essais libres

### Première séance
| Pos. | Pilote                 | Voiture        | Chrono   | Écart     |
| ---- | ---------------------- | -------------- | -------- | --------- |
| 1    | Nicolas Prost          | e.dams-Renault | 54 s 171 |           |
| 2    | Sébastien Buemi        | e.dams-Renault | 54 s 286 | + 0 s 115 |
| 3    | Charles Pic            | NEXTEV TCR     | 55 s 536 | + 1 s 365 |
| 4    | António Félix da Costa | Amlin Aguri    | 55 s 919 | + 1 s 748 |
| 5    | Jérôme d'Ambrosio      | Dragon Racing  | 56 s 003 | + 1 s 832 |
| 6    | Jaime Alguersuari      | Virgin Racing  | 56 s 038 | + 1 s 867 |

### Deuxième séance
| Pos. | Pilote                 | Voiture         | Chrono   | Écart     |
| ---- | ---------------------- | --------------- | -------- | --------- |
| 1    | Bruno Senna            | Mahindra Racing | 53 s 770 |           |
| 2    | Jaime Alguersuari      | Virgin Racing   | 53 s 872 | + 0 s 102 |
| 3    | António Félix da Costa | Amlin Aguri     | 54 s 007 | + 0 s 237 |
| 4    | Jérôme d'Ambrosio      | Dragon Racing   | 54 s 189 | + 0 s 419 |
| 5    | Nicolas Prost          | e.dams-Renault  | 54 s 220 | + 0 s 450 |
| 6    | Stéphane Sarrazin      | Venturi         | 54 s 332 | + 0 s 562 |

## Qualifications
| Pos. | Pilote                 | Écurie          | Chrono   | Écart     | Grille |
| ---- | ---------------------- | --------------- | -------- | --------- | ------ |
| 1    | Sébastien Buemi        | e.dams-Renault  | 53 s 478 |           | 1      |
| 2    | Lucas di Grassi        | Audi Sport ABT  | 53 s 669 | + 0 s 191 | 2      |
| 3    | Jérôme d'Ambrosio      | Dragon Racing   | 53 s 702 | + 0 s 224 | 3      |
| 4    | Nelsinho Piquet        | NEXTEV TCR      | 53 s 712 | + 0 s 234 | 4      |
| 5    | Loïc Duval             | Dragon Racing   | 53 s 804 | + 0 s 326 | 5      |
| 6    | Daniel Abt             | Audi Sport ABT  | 53 s 891 | + 0 s 413 | 6      |
| 7    | Nicolas Prost          | e.dams-Renault  | 53 s 909 | + 0 s 431 | 7      |
| 8    | Jaime Alguersuari      | Virgin Racing   | 54 s 021 | + 0 s 543 | 8      |
| 9    | Bruno Senna            | Mahindra Racing | 54 s 035 | + 0 s 557 | 9      |
| 10   | Stéphane Sarrazin      | Venturi         | 54 s 133 | + 0 s 655 | 10     |
| 11   | Salvador Durán         | Amlin Aguri     | 54 s 175 | + 0 s 697 | 11     |
| 12   | Sam Bird               | Virgin Racing   | 54 s 253 | + 0 s 775 | 12     |
| 13   | Jean-Éric Vergne       | Andretti        | 54 s 260 | + 0 s 782 | 13     |
| 14   | Jarno Trulli           | Trulli          | 54 s 339 | + 0 s 861 | 14     |
| 15   | Scott Speed            | Andretti        | 54 s 347 | + 0 s 869 | 15     |
| 16   | Vitantonio Liuzzi      | Trulli          | 54 s 462 | + 0 s 984 | 16     |
| 17   | Nick Heidfeld          | Venturi         | 54 s 502 | +1 s 024  | 17     |
| 18   | Charles Pic            | NEXTEV TCR      | 54 s 652 | + 1 s 174 | 18     |
| 19   | Karun Chandhok         | Mahindra Racing | 54 s 858 | + 1 s 380 | 19     |
| 20   | António Félix da Costa | Amlin Aguri     | 56 s 938 | + 3 s 460 | 20     |

## Course

### Classement
| Pos. | no | Pilote                 | Écurie          | Tours | Temps/Abandon                            | Grille | Points |
| ---- | -- | ---------------------- | --------------- | ----- | ---------------------------------------- | ------ | ------ |
| 1    | 9  | Sébastien Buemi        | e.dams-Renault  | 47    | 48 min 05 s 225                          | 1      | 28     |
| 2    | 11 | Lucas di Grassi        | Audi Sport ABT  | 47    | + 2 s 154                                | 2      | 18     |
| 3    | 99 | Nelsinho Piquet        | NEXTEV TCR      | 47    | + 4 s 634                                | 4      | 15     |
| 4    | 2  | Sam Bird               | Virgin Racing   | 47    | + 4 s 801                                | 12     | 12     |
| 5    | 7  | Jérôme d'Ambrosio      | Dragon Racing   | 47    | + 5 s 881                                | 3      | 10     |
| 6    | 8  | Nicolas Prost          | e.dams-Renault  | 47    | + 11 s 032                               | 7      | 8      |
| 7    | 30 | Stéphane Sarrazin      | Venturi         | 47    | + 26 s 472                               | 10     | 6      |
| 8    | 88 | Charles Pic            | NEXTEV TCR      | 47    | + 49 s 538                               | 18     | 4      |
| 9    | 55 | António Félix da Costa | Amlin Aguri     | 47    | + 52 s 658                               | 20     | 2      |
| 10   | 23 | Nick Heidfeld          | Venturi         | 47    | + 52 s 936                               | 17     | 1      |
| 11   | 10 | Jarno Trulli           | Trulli          | 47    | + 58 s 984                               | 14     |        |
| 12   | 28 | Scott Speed            | Andretti        | 47    | + 1 min 14 s 138 (dont 33 s de pénalité) | 15     |        |
| 13   | 5  | Karun Chandhok         | Mahindra Racing | 46    | + 1 tour                                 | 19     |        |
| Nc.  | 18 | Vitantonio Liuzzi      | Trulli          | 36    | Freins                                   | 16     |        |
| Abd. | 27 | Jean-Éric Vergne       | Andretti        | 33    | Hydraulique                              | 13     | 2      |
| Abd. | 77 | Salvador Durán         | Amlin Aguri     | 28    | Suspension                               | 11     |        |
| Abd. | 6  | Loïc Duval             | Dragon Racing   | 24    | Problème électrique                      | 5      |        |
| Abd. | 66 | Daniel Abt             | Audi Sport ABT  | 14    | Transmission                             | 6      |        |
| Abd. | 3  | Jaime Alguersuari      | Virgin Racing   | 0     | Accident                                 | 8      |        |
| Abd. | 21 | Bruno Senna            | Mahindra Racing | 0     | Accident                                 | 9      |        |

- Scott Speed a écopé de 33 secondes de pénalité pour avoir dépassé la limite de consommation d'énergie.
- Nelsinho Piquet, Jean-Éric Vergne et Salvador Durán ont été désignés par un vote en ligne pour obtenir le fanboost, qui leur permet de bénéficier de 25 kW supplémentaires pendant cinq secondes lors de la course[5].

### Pole position et record du tour
La pole position et le meilleur tour en course rapportent respectivement 3 points et 2 points.
- Pole position :  Sébastien Buemi (e.dams-Renault) en 53 s 478.
- Meilleur tour en course :  Jean-Éric Vergne (Andretti) en 55 s 157 au 32e tour.

### Tours en tête
- Sébastien Buemi (e.dams-Renault) : 47 tours (1-47)

## Classements généraux à l'issue de la course
| Pos. | Pilote                 | Points |
| ---- | ---------------------- | ------ |
| 1    | Lucas di Grassi        | 93     |
| 2    | Nelsinho Piquet        | 89     |
| 3    | Sébastien Buemi        | 83     |
| 4    | Nicolas Prost          | 77     |
| 5    | Sam Bird               | 64     |
| 6    | Jérôme d'Ambrosio      | 52     |
| 7    | António Félix da Costa | 45     |
| 8    | Jean-Éric Vergne       | 34     |
| 9    | Jaime Alguersuari      | 30     |
| 10   | Bruno Senna            | 28     |
| 11   | Daniel Abt             | 22     |
| 12   | Scott Speed            | 18     |
| 13   | Franck Montagny        | 18     |
| 14   | Karun Chandhok         | 18     |
| 15   | Charles Pic            | 16     |
| 16   | Oriol Servià           | 16     |
| 17   | Jarno Trulli           | 12     |
| 18   | Stéphane Sarrazin      | 10     |
| 19   | Loïc Duval             | 5      |
| 20   | Nick Heidfeld          | 6      |
| 21   | Takuma Satō            | 2      |
| 22   | Salvador Durán         | 1      |

| Pos. | Écurie                 | Points |
| ---- | ---------------------- | ------ |
| 1    | e.dams-Renault         | 160    |
| 2    | Audi Sport ABT         | 115    |
| 3    | Virgin Racing          | 94     |
| 4    | NEXTEV TCR             | 93     |
| 5    | Andretti Autosport     | 82     |
| 6    | Dragon Racing          | 76     |
| 7    | Amlin Aguri            | 48     |
| 8    | Mahindra Racing        | 46     |
| 9    | Venturi Formula E Team | 16     |
| 10   | Trulli Formula E Team  | 12     |